# Muriel Robertson
Muriel Robertson FRS (Glasgow, Escòcia, 8 d'abril de 1883 – Derry, Irlanda del Nord, 14 de juny de 1973) era una protozoòloga i bacteriòloga a l'Institut Lister de Medicina Preventiva, de Londres, de 1915 a 1961. Va fer descobertes clau del cicle de vida dels trypanosomes. Va ser una dels membres fundadors de la Societat de Microbiologia, juntament amb Alexander Fleming i Marjory Stephenson.

## Primers anys i educació
Robertson va néixer a Glasgow, setena dels 12 fills d'Elizabeth Ritter i el seu marit, l'enginyer Robert Andrew Robertson. Fins al moment de la seva entrada a la Universitat de Glasgow se li ensenyava a casa seva. Després de la mort sobtada del seu pare, quan tenia 16 anys, els primers pensaments van ser estudiar Medicina; però la seva mare va insistir perquè primer es llicenciés en Arts. Els cursos científics preliminars es podrien incloure en aquest grau, i va ser allà on va adquirir la seva primera ensenyança científica formal. Va ser en estudiar amb Graham Kerr que se li va donar la primera oportunitat de treballar sobre els cicles vitals dels protozous. Aquest seria un tema i un interès importants al llarg de la seva vida. Va treballar durant dos anys a Glasgow després de graduar-se. Un dels primers projectes va ser un estudi de Pseudospora volvocis, un paràsit protozou de l'alga Volvox.

## Carrera
El 1907 se li va concedir una beca Carnegie, que va mantenir des de 1907 fins a 1910. Amb això, va poder traslladar-se a Ceilan (ara Sri Lanka) per estudiar infeccions per tripanosomes en rèptils, i Arthur Willey li va proporcionar l'oportunitat de treballar com a conservadora del museu de Colombo. Després es va incorporar al personal de l'Institute Lister de Londres amb el professor Edward Alfred Minchin de 1910 a 1911.
Va ser en aquest moment quan es va produir un greu brot de malaltia de la son a Uganda, que es creu que va ser responsable de més de 200.000 morts. Es van enviar tres comissions successives per estudiar la malaltia, sota els auspicis de la Royal Society. Robertson va ser nomenada protozoòloga del que llavors era el Protectorat d'Uganda, de 1911 a 1914. Va treballar al laboratori de la Royal Society a Mpumu, prop del llac Victòria Nyanza: l'epicentre de la malaltia. Al laboratori va investigar el cicle de vida de Trypanosoma gambiense (que causa la tripanosomiasi africana o malaltia de la son) en sang i en el seu insecte portador, la mosca tse-tse, i va publicar els seus resultats innovadors, en particular establint el camí pel qual el tripanosoma es trasllada a les glàndules salivals de la mosca. El 1923 va obtenir el doctorat en ciències a la Universitat de Glasgow per a una tesi titulada A study of the life histories of certain trypanosomes, que implicava estudis citològics d'extrema delicadesa. Una revisió d'aquesta investigació al seu obituari, a la revista Nature, afirmava: «El seu treball sobre aquest tema mai ha estat substituït ni igualat, i l'exactitud d'algunes de les seves conclusions... només ara s'està apreciant plenament».
Amb la creació del Comitè d'Investigació Mèdica Tropical pel Consell d'Investigació Mèdica el 1936, Robertson va ser una de les primeres elegides per al Comitè.
Robertson va tornar a l'Institut Lister el 1914 poc abans de la Primera Guerra Mundial. Excepte un període a l'Institut de Patologia Animal de Cambridge durant la Segona Guerra Mundial, va treballar a l'Institut Lister fins al 1961. La major part de la seva feina va ser com a protozoòloga, però va treballar en bacteriologia durant les dues guerres mundials. El seu treball va ajudar a aclarir i classificar els bacteris anaeròbics (Clostridia) principalment responsables de la gangrena gasosa.
Va ser escollida membre de la Royal Society el 1947, el mateix any que Dorothy Hodgkin, i només dos anys després que les primeres dones, Marjory Stephenson i Kathleen Lonsdale fossin elegides. L'any següent es va convertir en Doctora Honoris Causa en Dret (LLD) a la Universitat de Glasgow. També va ser membre de la Royal Society of Tropical Medicine i de l'Institut de Biologia, i membre de la Pathological Society, la Society for Experimental Biology i el Medical Research Club. Va ser fundadora de la Societat de Microbiologia General i va formar part del seu consell des de 1945 fins a 1948.
Després de jubilar-se oficialment el 1948, Robertson va continuar treballant, patrocinada pel Consell de Recerca Agrícola, ensenyant les seves habilitats als investigadors de l'Institut Lister fins al 1961. Va patir un glaucoma agut als anys 50 i se li va extirpar un ull. Va continuar treballant a Cambridge durant un curt període abans de retirar-se finalment a la finca familiar, a Limavady, a Irlanda del Nord. Després d'un període de malaltia, va morir a l'Hospital Altnagelvin Area de Derry el 14 de juny de 1973.